# Heliga Treenighetens kyrka, Krupets
Heliga Treenighetens kyrka (belarusiska: Свята-Троіцкая царква/Svjata-Troitskaja tsarkva) är en belarusisk-ortodox träkyrkobyggnad belägen i staden Krupets, i distriktet Dobrusjski rajon i Homels voblast, i sydöstra Belarus.
Kyrkan är helgad åt Treenigheten.

## Historik
Heliga Treenighetens kyrka i Krupets byggdes under den andra halvan av 1800-talet.

## Kyrkan
Kyrkan är byggd i trä, är korsformad, har tre ingångar och ett femsidigt altare.
Klocktornet har två våningar.

### Allmänna källor
- Троіцкая царква - Банк звестак аб гісторыка-культурнай спадчыне Рэспублікі Беларусь (heritage.gov.by)
- Храм Святой Троіцы Крупец (hram.by)
- Свята-Троіцкая царква, Стары Крупец - Архіварта — Партал спадчыны Беларусі (archivarta.by)